# Дзвінкий губно-губний африкат
Дзвінкий губно-губний африкат ([b͡β] у МФА) — рідкісний приголосний-африкат, що починається як губно-губний проривний [b] та випускається як дзвінкий губно-губний фрикативний [β]. Нема свідчень про існування цього звука в будь-якій з мов як окремої фонеми.

## Властивості
Властивості дзвінкого губно-губного африката:
- Спосіб творення — несибілянтний африкат.
- Місце творення — губно-губне, тобто він артикулюється обома губами.
- Тип фонації — дзвінка, тобто голосові зв'язки вібрують від час вимови.
- Це ротовий приголосний, тобто повітря виходить крізь рот.

- Оскільки звук не створюється потоком повітря над язиком, він не є ані центральним, ані боковим.
- Механізм передачі повітря — егресивний легеневий, тобто під час артикуляції повітря виштовхується крізь голосовий тракт з легенів, а не з гортані, чи з рота.

## Приклади
| Мова       | Мова               | Слово | МФА      | Значення      | Примітки                                                    |
| ---------- | ------------------ | ----- | -------- | ------------- | ----------------------------------------------------------- |
| Банджун    | Банджун            | -     | -        | -             |                                                             |
| Англійська | Кокні              | rub   | [ˈɹ̠ɐˑb͡β] | 'терти'       | Алофон /b/ в різних випадках.                               |
| Англійська | Літературна вимова | rub   | [ˈɹ̠ɐˑb͡β] | 'терти'       | Рідко алофон /b/.                                           |
| Англійська | Скауз              | rub   | [ˈɹ̠ʊˑb͡β] | 'терти'       | Можливий алофон /b/ на початку складу або наприкінці слова. |
| Шипібо     | Шипібо             | boko  | [ˈb͡βo̽ko̽] | 'тонка кишка' | Можлива вимова /β/.                                         |
| Нґіті      | Нґіті              | abvɔ  | [āb͡βɔ̄]   | 'колюча лоза' | Рідко [bβ], частіше [b̪v]                                    |